# Група вивчення реактивного руху
Група вивчення реактивного руху (ГВРР, рос. Группа изучения реактивного движения, ГИРД) — радянська науково-дослідна та дослідно-конструкторська організація, що займалася розробкою ракет і ракетних двигунів.
Восени 1931 р. при Тсоавіахімі були організовані московська і ленінградська групи вивчення реактивного руху (ГВРР), які об'єднували на громадських засадах ентузіастів ракетної справи. МосГВРР, що отримала назву центральної, надавала допомогу групам і гурткам з вивчення реактивного руху в інших містах СРСР. У 1934 році пропагандистські та просвітні функції були покладені на знову організовану Реактивну групу Центральної ради Тсоавіахіму, яка успішно продовжувала працювати до кінця 30-х років і створила ряд оригінальних невеликих експериментальних ракет.
В 1933 році на базі московської частини ГВРР та Газодинамічної лабораторії було організовано Реактивний інститут.
За прикладом москвичів і ленінградців рух за організацію місцевих ГВРР розгорнувся в Харкові, Баку, Тбілісі, Архангельську, Новочеркаську, Брянську та інших містах. Велику роль у цьому русі зіграла пропагандистська діяльність Ф. А. Цандера, М. О. Риніна, В. П. Ветчинкіна, В. О. Прянишнікова, Я. І. Перельмана та інших.